# 小行星28155
小行星28155（28155 Chengzhendai）是一颗绕太阳运转的小行星，为主小行星带小行星。该小行星于1998年10月19日发现。

## 轨道参数
小行星28155的轨道半长轴为345 493 959 km，2.3094516 UA，离心率为0.142。